# Rhaphicetus valenciae
Rhaphicetus valenciae es una especie de cetáceo extinto de la superfamilia Physeteroidea que vivió durante el Mioceno temprano en lo que ahora es Perú. Sus restos fósiles fueron descubiertos en 2020 por el paleontólogo Mario Urbina en la formación Chilcatay, ubicado en la cuenca de Pisco, en la costa sur de Perú.

## Etimología
El nombre del género Rhaphicetus proviene del antiguo griego "rhaphis", que significa aguja, y del latín "cetus", que significa ballena, esto en referencia a su largo hocico.
El epíteto específico valenciae fue dado en honor al Dr. Niels Valencia Marciano Chacón, biólogo de la Universidad Nacional Mayor de San Marcos (UNMSM) quien se especializa en ecología de plantas y es el director del MUSM. Se le rindió homenaje por su apoyo constante a las actividades paleontológicas en dicha institución.

## Sistemática
Los análisis filogenéticos sitúan a R. valenciae como uno de los fiseteroideos (cachalotes) menos derivados.